# Иезавель
Иезаве́ль, Изебель, Изабель (ивр. אִיזֶבֶל ‎) — жена израильского царя Ахава (873—852 гг. до н. э.), мать царей Охозии и Иорама, а также, согласно популярной литературе, иудейской царицы-консорта Гофолии.
Из-за своего идолопоклонства находилась в конфликте с пророком Илией и была им проклята на съедение собакам. После смерти мужа стала царицей-матерью при Охозии, который продолжал поклоняться Ваалу, также как и следующий царь Иорам, её второй сын. Позже Ииуй, помазанный пророком Елисеем на царство в противовес Иораму, поднял восстание и убил его. Иезавель по приказу Ииуя была сброшена из окна своего дворца, её тело растерзали собаки (3 Цар. 16:31, 18:4; 4 Цар. 9:37).
Имя Иезавели стало нарицательным для порочных женщин — гордых, властолюбивых и тщеславных богоотступниц.

## Жизнеописание
Дочь сидонского царя Ефваала (Итобаала, который достиг престола через убийство брата), унаследовала от него деспотическое высокомерие, непреклонную настойчивость, кровожадную жестокость и более всего фанатическую преданность культу Астарты, жрецом которой некогда был её отец, как говорил Иосиф Флавий.
Сделавшись царицей израильского народа, она презирала его религию и решила водворить в израильском народе своё идолопоклонство. Ахав подпал под её влияние; по её настоянию в Самарии построен был храм и жертвенник Ваалу, а также устроена дубрава для оргий в честь Ашеры. При дворе Иезавели заведён был целый штат служителей нового культа. Она занималась истреблением пророков Яхве, считалась главной виновницей религиозного падения израильского народа.
Еврейской религии грозила полная гибель, если бы на защиту её не выступил пророк Илия, борьба которого с Иезавелью составляет одну из страниц библейской истории (3 Цар. 18 и 19). Например, Илия вступил в своеобразный поединок со жрецом Ваала на горе Кармель на тему того, чей жертвенный костер зажжется сам. В итоге пророк был вынужден спасаться от жестокой царицы в пустыне.

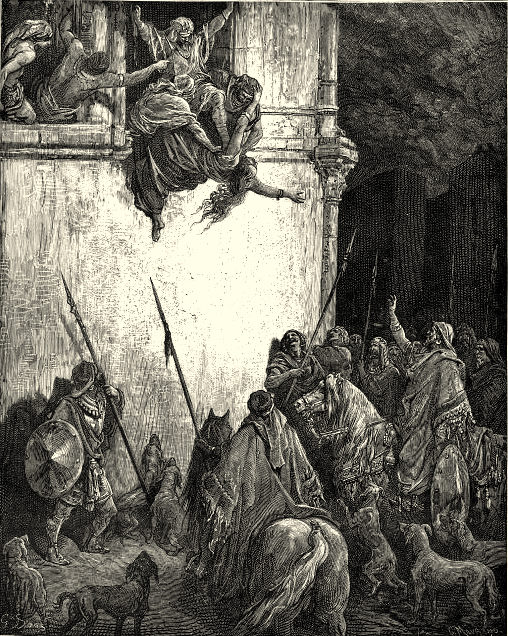
Смерть Иезавели. Гюстав Доре (1866)

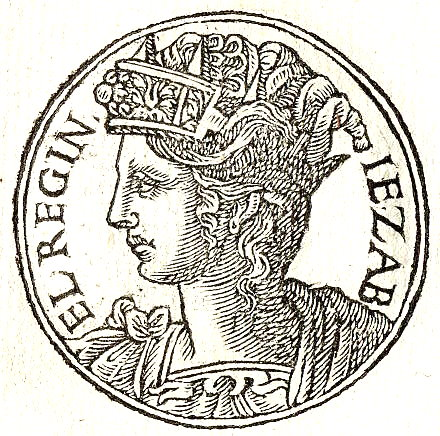
Портрет из сборника биографии Promptuarium iconum insigniorum (1553)

Жестокая несправедливость Иезавели особенно проявилась в деле о изреельском винограднике Навуфея (3 Цар. 21:1—16), который не пожелал отдавать свою землю царю, и поэтому Иезавель по ложному обвинению осудила его на побиение камнями. Этим она переполнила чашу своих беззаконий. Поднялось восстание приверженцев веры в Яхве. Его возглавил воин Ииуй, убивший её сына-царя. В городе, ожидая победителя, Иезавель облачилась в царские одежды, накрасилась и надела драгоценности. Встав у окна, она насмехалась над ним. По его приказу Иезавель выбросили из окна дворца. Она была растоптана всадниками и растерзана собаками (4 Цар. 9).

## Нарицательное имя порочности
Имя Иезавель сделалось впоследствии синонимом всякого нечестия (Откр. 2:18—20). В религиозной протестантской пропаганде XVI века с Иезавелью сравнивали Марию Католичку и Екатерину Медичи. Но по мнению профессора библейской истории Ф. Я. Покровского прилагательное «развратная» относительно неё относится не к распущенной половой жизни, а к поклонению языческим богам.
Имя упоминается в Откровении Иоанна Богослова, где Господь осуждает одну из семи церквей времён I века н. э., а именно Фиатирскую, за попущение распространению лжеучения: «И Ангелу Фиатирской церкви напиши... имею немного против тебя, потому что ты попускаешь жене Иезавели, называющей себя пророчицею, учить и вводить в заблуждение рабов Моих, любодействовать и есть идоложертвенное» (Отк. 2:18—20). Однако неизвестно, применяется здесь имя в прямом или в переносном смысле. Под именем «Иезавель» у апостола Иоанна фигурирует некая малоазийская лжепророчица, имевшая значительное влияние в христианской общине Фиатиры и смущавшая верующих лжеучением. По мнению святого Андрея Кесарийского, у апостола Иоанна Богослова имя «Иезавель» употреблено в иносказательном смысле, обозначая ересь николаитов. Впоследствии «Иезавель» становится нарицательным — оно употребляется для обозначения грешных и нечестивых женщин, выступавших против учения Церкви и святых.
Выражение «дщерь Иезавели» относится к Гофолии — царице другого еврейского царства, которая отличалась сходным с матерью нравом и привычками, и также была убита. В Ветхом Завете не указано, кто мать Гофолии, написано лишь, что она из рода её мужа.

## Отражение в культуре
В живописи она изображается, в частности, в руках двух евнухов, которые собираются выкинуть её из окна.
Жан Расин в трагедии «Гофолия» описывает смерть царицы:
 Как под ноги коням была на том же месте

Иезавель в окно низринута из мести,

И кровь лизали псы, и рвали на куски

Труп, втоптанный во прах, их жадные клыки…
В той же пьесе Гофолия в своем монологе описывает впечатляющую сцену явления ей призрака матери с предостережением.
В романе Айзека Азимова «Стальные пещеры» главный персонаж, Илайдж Бейли, разъясняет своей жене происхождение её полного имени Джезебел, утешая её тем, что библейская Иезавель была по крайней мере верной женой. Но она не может смириться с убийством виноградаря по указанию Иезавели, начинает стыдиться своего полного имени и называться кратким — Джесси. Пауло Коэльо посвятил роман «Пятая гора» истории Илии, где фигурирует Иезавель.
В 2019 году на бразильском канале Record вышел 80-серийный сериал «Иезавель», рассказывающий её историю согласно Библии.
История Иезавели была экранизирована в 1953 году (фильм «Грехи Иезавели» англ. Sins of Jezebel). Роль царицы исполнила Полетт Годдар.

## Современные находки
В 1960-х годах была обнаружена печать, предположительно принадлежавшая царице. Эта версия основывается на том, что печатку украшают четыре палео-ивритские буквы (YZBL) и финикийские мотивы в псевдо-египетском духе. В 2008 году в журнале «Bible and Spade» была опубликована статья, посвященная этому артефакту, который ныне находится в Музее Израиля в Иерусалиме. В ней указывается, что новейшие исследования подтверждают эту версию.